# Magnus Wislander
Hans Einar Magnus Wislander,  född 22 februari 1964 i Göteborg, är en svensk handbollstränare och före detta handbollsspelare. Han spelade 384 landskamper för Sverige där han gjorde totalt 1 185 mål, vilket är flest landskamper och flest landslagsmål i Sverige genom tiderna. Bortsett från Wislanders mästerskapsdebut vid VM 1986 i Schweiz sammanföll hans karriär med vad som brukar kallas Sveriges "andra storhetsperiod" i handboll. Totalt var han med om att vinna 13 mästerskapsmedaljer (bland annat tre OS-silver, två VM-guld och fyra EM-guld) på 18 försök (VM 1986 till EM 2004).
Internationella handbollsförbundet (IHF) utsåg Wislander till Världens bästa handbollsspelare 1990 och vid millennieskiftet till 1900-talets bästa handbollsspelare.

## Biografi

### Bakgrund
Magnus Wislander spelade i ungdomen i Tuve IF:s handbollsklubb, åren 1973–1979. Därefter flyttade han till Redbergslids IK.

### Seniorkarriär
Magnus Wislander landslagsdebuterade mot Sovjetunionen 1985. Landslagskarriären avslutades med EM i Slovenien 2004.
Efter en framgångsrik tid i Redbergslids IK, där han under 1980-talet bidrog till fyra SM-guld för klubben, flyttade Wislander 1990 till THW Kiel. I den nordtyska klubben vann han bland annat sju tyska mästerskap, tre tyska cupsegrar och en Europacupvinst.

### Efter aktiva spelarkarriären
Wislander är även expertkommentator på Radiosporten och arbetar som assisterande tränare i Redbergslids IK. Han arbetar också som lokal produktionschef på Postnord, ett företag där han inledde sitt yrkesliv som brevbärare.
Den 14 november 2011 gjorde Wislander, 47 år gammal, comeback i handbollens elitserie för Redbergslids IK i hemmamatchen mot Hammarby IF. Sex minuters speltid och ett mål blev det av "Slangen" i RIK:s 35–23-seger.

## Spelstil och erkännanden
"Slangen", som han populärt ofta kallas, var i början av karriären vänsternia i klubblag och landslaget, men blev på 1990-talet en oöverträffad linjespelare (så kallad mittsexa).
Under sin tid i tyska Kiel gjorde Wislander sig ett stort namn. Han bidrog till att lyfta fram klubben till både den tyska och europeiska handbollseliten och valdes till bäste utländske ligaspelare tre år i följd. När 1900-talet skulle summeras blev han vald till århundradets spelare i Kiel.[källa behövs] Hans tröjnummer 2 är pensionerat av THW Kiel och hänger i taket i hemmaarenan Sparkassen-Arena (tidigare Ostseehalle), till hans ära. Det får inte bäras av någon annan spelare i THW Kiel.[källa behövs] Samma år valdes han till 1900-talets bäste spelare både internationellt (av IHF) och i Sverige.

## Meriter

### I landslag
Mästerskap med  Sverige
- VM 1986 i Schweiz: 4:a
- OS 1988 i Seoul: 5:a
- VM 1990 i Tjeckoslovakien:  Guld
- OS 1992 i Barcelona:  Silver
- VM 1993 i Sverige:  Brons
- EM 1994 i Portugal:  Guld
- VM 1995 på Island:  Brons
- EM 1996 i Spanien: 4:a
- OS 1996 i Atlanta:  Silver
- VM 1997 i Japan:  Silver
- EM 1998 i Italien:  Guld
- VM 1999 i Egypten:  Guld
- EM 2000 i Kroatien:  Guld
- OS 2000 i Sydney:  Silver
- VM 2001 i Frankrike:  Silver
- EM 2002 i Sverige:  Guld
- VM 2003 i Portugal: 13:e
- EM 2004 i Slovenien: 7:a

- Totalt: 13 medaljer (3 OS-silver, 2 VM-guld, 2 VM-silver, 2 VM-brons och 4 EM-guld)
  -  OS-silver: 1992, 1996 och 2000
  -  VM-guld: 1990 och 1999
  -  VM-silver: 1997 och 2001
  -  VM-brons: 1993 och 1995
  -  EM-guld: 1994, 1998, 2000 och 2002

Övrigt
- kopia av Svenska Dagbladets bragdmedalj (Bragdguldet) 1998
- Victoriastipendiet 2002

### I klubblag
THW Kiel
- EHF Champions League: Tvåa 2000
- EHF-cupen: Mästare 1998 och 2002
- Tyska Bundesliga: Mästare 1994, 1995, 1996, 1998, 1999, 2000 och 2002
- Tyska supercupen: Mästare 1995 och 1998
- Tyska cupen: Mästare 1999, 2000

 Redbergslids IK
- SM-guld: 1985, 1986, 1987, 1989, 2003

### Individuellt
- Världens bästa handbollsspelare 1990[6]
- År 1999 utsedd till "Århundradets handbollsspelare i världen" av Internationella Handbollsförbundet[7]

## Klubblagsstatistik
Tabellen avser endast matcher och mål i motsvarande liga.
     = Inhemsk mästare.
| Klubb           | Liga                    | Säsong                                | Matcher | Mål  |
| --------------- | ----------------------- | ------------------------------------- | ------- | ---- |
| Redbergslids IK | Allsvenskan             | 1981/1982                             | 6       | 7    |
| Redbergslids IK | Division 1 Västra       | 1982/1983                             | 10      | 46   |
| Redbergslids IK | Allsvenskan             | 1983/1984                             | 21      | 102  |
| Redbergslids IK | Allsvenskan             | 1984/1985                             | 22      | 67   |
| Redbergslids IK | Allsvenskan             | 1985/1986                             | 20      | 76   |
| Redbergslids IK | Allsvenskan             | 1986/1987                             | 20      | 102  |
| Redbergslids IK | Allsvenskan             | 1987/1988                             | 22      | 80   |
| Redbergslids IK | Allsvenskan             | 1988/1989                             | 21      | 96   |
| Redbergslids IK | Allsvenskan             | 1989/1990                             | 21      | 83   |
| THW Kiel        | Bundesliga              | 1990/1991                             | 33      | 122  |
| THW Kiel        | Bundesliga              | 1991/1992                             | 30      | 102  |
| THW Kiel        | Bundesliga              | 1992/1993                             | 27      | 79   |
| THW Kiel        | Bundesliga              | 1993/1994                             | 34      | 117  |
| THW Kiel        | Bundesliga              | 1994/1995                             | 30      | 124  |
| THW Kiel        | Bundesliga              | 1995/1996                             | 24      | 95   |
| THW Kiel        | Bundesliga              | 1996/1997                             | 29      | 103  |
| THW Kiel        | Bundesliga              | 1997/1998                             | 28      | 117  |
| THW Kiel        | Bundesliga              | 1998/1999                             | 30      | 122  |
| THW Kiel        | Bundesliga              | 1999/2000                             | 34      | 150  |
| THW Kiel        | Bundesliga              | 2000/2001                             | 37      | 130  |
| THW Kiel        | Bundesliga              | 2001/2002                             | 33      | 110  |
| Redbergslids IK | Elitserien              | 2002/2003                             | 36      | 159  |
| Redbergslids IK | Elitserien              | 2003/2004                             | 22      | 91   |
| Redbergslids IK | Elitserien              | 2004/2005                             | 20      | 23   |
| Redbergslids IK | Elitserien              | 2011/2012                             | 1       | 1    |
| Sammanlagt      | Allsvenskan/ Elitserien | 1981–1982, 1983–1990, 2002–2005, 2011 | 233     | 886  |
| Sammanlagt      | Division 1 Västra       | 1982–1983                             | 10      | 46   |
| Sammanlagt      | Bundesliga              | 1990–2002                             | 369     | 1371 |
| Sammanlagt      | Totalt:                 | 1981–2011                             | 612     | 2303 |

## Övrigt
Magnus Wislander var med i TV3:s program Superstars år 2009 och var med i 2012 års upplaga av Mästarnas mästare på SVT1 där han blev tvåa. 2013 vann han Det största äventyret på TV4.
Han var med i ett avsnitt av TV-serien Helt perfekt år 2021.